# Place Diana

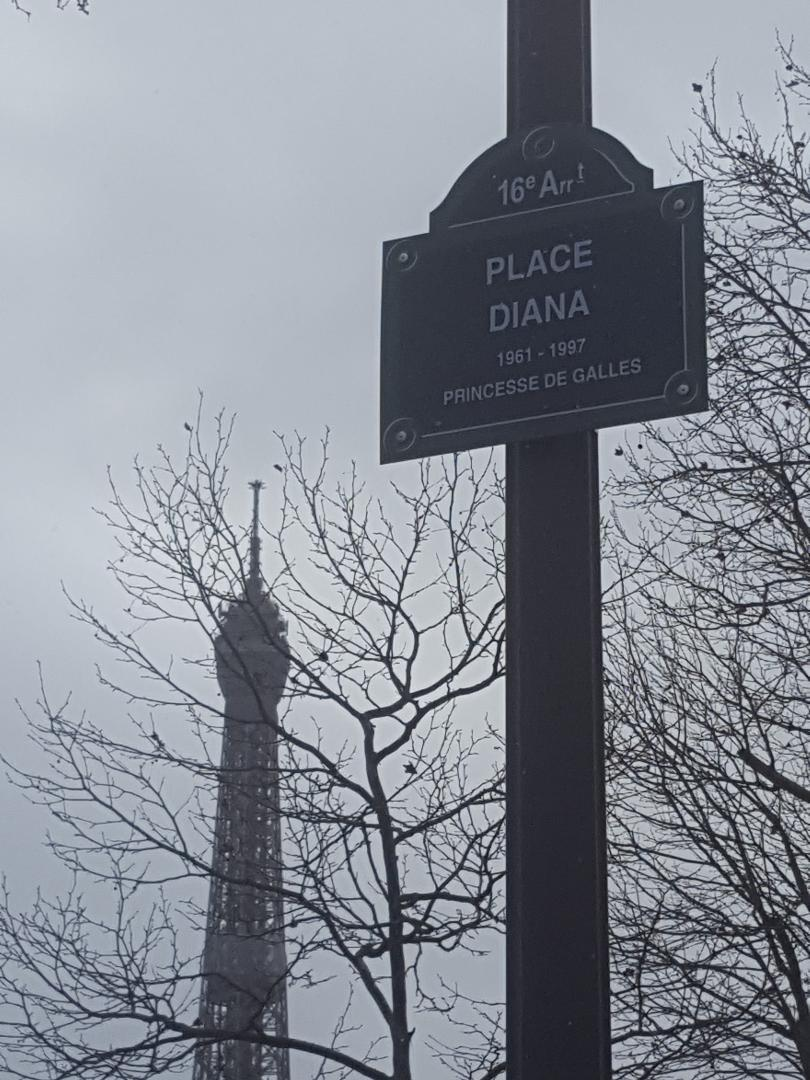
Placa de la plaça Diana a París

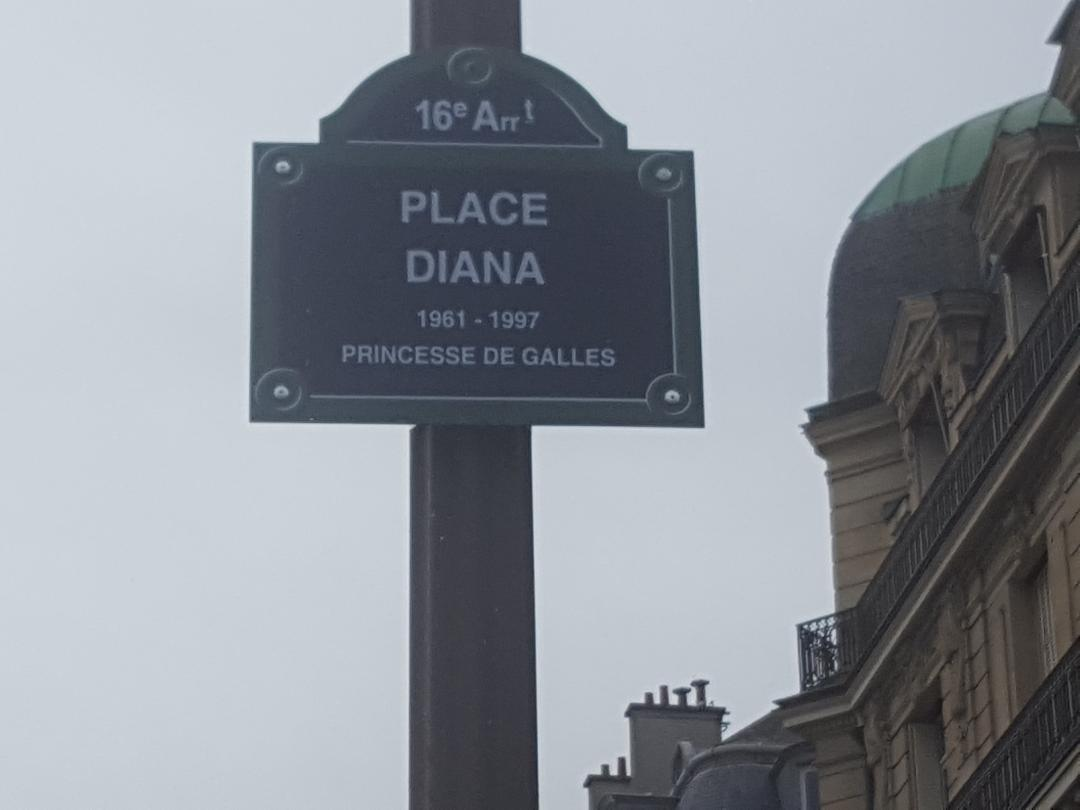
Plaça Diana, 16è districte de París

La plaça Diana (francès: place Diana) és una plaça del 16è districte de París.
Està situada al punt on es troben la plaça de l'Alma, el pont de l'Alma, la avinguda Marceau i el quai de New York.

## Com arribar-hi
La plaça Diana està servida per l'estació Alma-Marceau, amb la línia   , així com per les línies de autobusos de la RATP 42 63 72 80 i 92.

## Història
Va prendre el nom de Diana Spencer (1961-1997) el 2019.
Avui, és un lloc amb una important vida turistica, al costat del Sena, amb el monument de la Flama de la Llibertat (Flamme de la Liberté).